# DIG DAG
DIG DAG（ディグダグ）は日本のバンド。2007年8月結成。2009年2月活動休止。

## メンバー
- TAMAMIZU （タマミズ 1月13日 - ） : ボーカル、京都府出身、B型。
- HIROSHI （ヒロシ 9月18日 - ） : ドラムス、岡山県出身、A型。

## 概要
元CASCADEのTAMAMIZUとHIROSHIが、TAMAMIZUの所属するバンドFU JI KOのライブで共演したことをきっかけに結成された。主に東京や大阪のライブハウス、ファンクラブのイベント等で活動。専用SNSも存在する。
CASCADEが再始動を発表したことで自然消滅したかのように思われがちだが、本人達は解散しないことを明言している。
バンド名はコンピュータゲームのDIGDUGに由来する。

## 来歴
- 2007年8月16日、DIG DAG結成。
- 2007年10月24日、1stミニアルバム『FREEDOM』をリリース。
- 2008年2月2日、DIG DAG SNSを開設。
- 2008年3月12日、1stフルアルバム『rush』をリリース。
- 2009年2月14日、CASCADEの再始動に伴い活動休止。

## ディスコグラフィー

### アルバム
1. FREEDOM （2007年10月24日）
2. rush （2008年3月12日）